# Депутаты Мажилиса Парламента Казахстана VII созыва

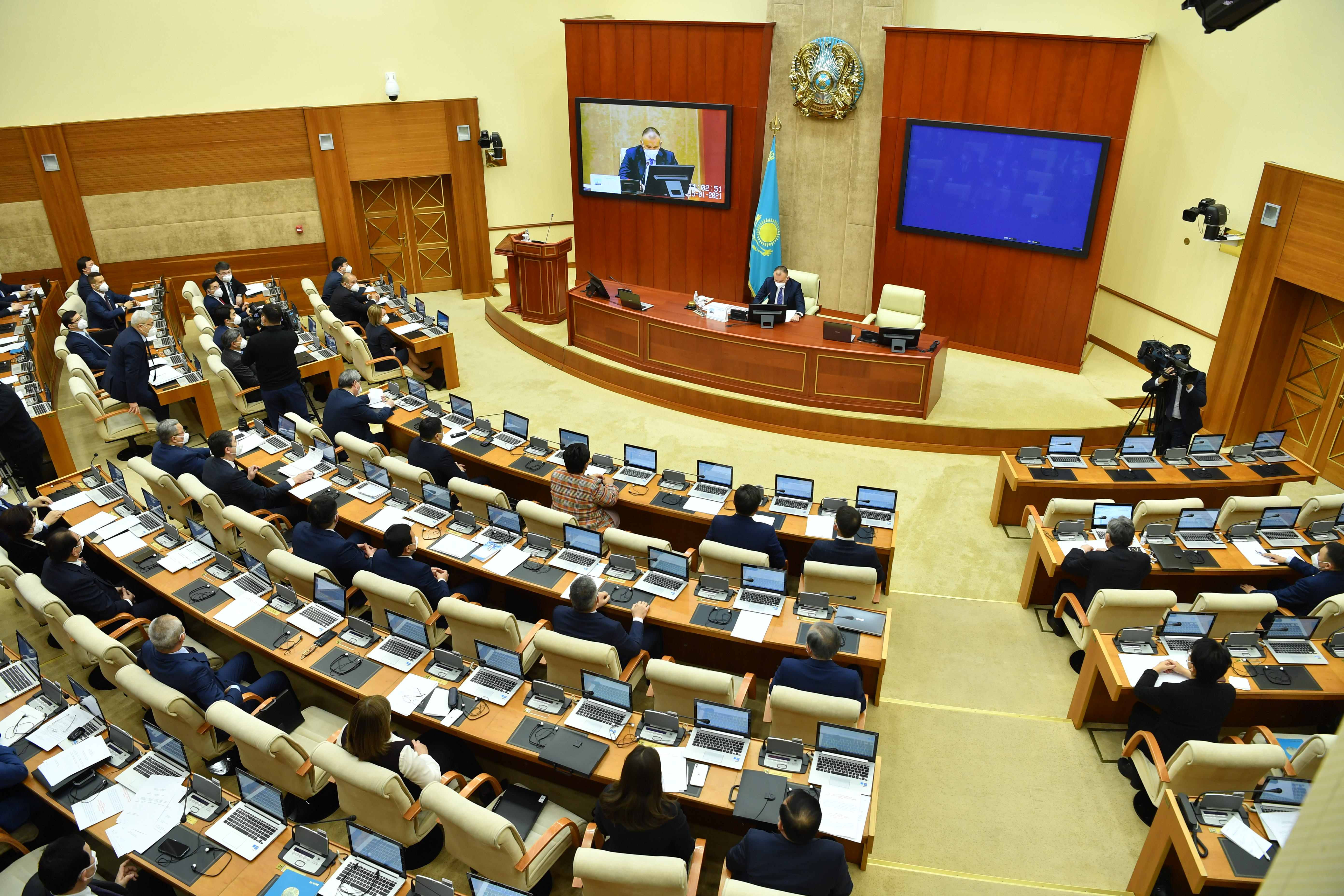
Первое пленарное заседание депутатов VII созыва, 15 января 2021 года

По итогам выборов депутатов мажилиса парламента Республики Казахстан, состоявшихся 10 января 2021 года, в мажилис парламента VII созыва прошли депутаты от трёх политических партий: «Нур Отан» (76 депутатов), Демократическая партия Казахстана «Ак жол» (12 депутатов), Народная партия Казахстана (10 депутатов). 9 депутатов были избраны 11 января 2021 года от Ассамблеи народа Казахстана (АНК).
Полномочия парламента Республики Казахстан VII созыва начались с открытием его первой сессии 15 января 2021 года и продолжались до роспуска 19 января 2023 года.
На первом пленарном заседании председателем мажилиса был единогласно избран руководитель фракции партии «Нур Отан» Нурлан Нигматулин. Заместителями председателя мажилиса были избраны Балаим Кесебаева и Павел Казанцев.
1 февраля 2022 года Нурлан Нигматулин подал прошение об отставке, его полномочия депутата были прекращены досрочно. В тот же день депутатом парламента стал Ерлан Кошанов, ранее руководитель Администрации президента Казахстана, который был единогласно избран председателем мажилиса. В феврале 2022 года в мажилисе была создана депутатская группа «Жаңа Қазақстан» (Новый Казахстан) с целью поддержки реформ президента Казахстана Касым-Жомарта Токаева. В марте 2022 года составляющая большинство в мажилисе партия «Нур Отан» была переименована в «Аманат».
В июне 2022 года на республиканском референдуме были приняты изменения в конституцию Казахстана. Согласно редакции 2022 года состав мажилиса будет уменьшен до 98 депутатов вместо 107 — был исключён пункт об избрании 9 депутатов от АНК. Начиная с 2023 года 98 депутатов избираются по смешанной избирательной системе: 30 % депутатов — по одномандатным территориальным избирательным округам и 70 % — по партийным спискам по системе пропорционального представительства по территории единого общенационального избирательного округа.
19 января 2023 года президент Казахстана Касым-Жомарт Токаев подписал указ о роспуске Мажилиса VII созыва и назначении внеочередных парламентских выборов на 19 марта 2023 года.

## Список депутатов
Всего за период полномочий мажилиса VII созыва его депутатами были 114 человек.
| ФИО                                   | Срок полномочий депутата мажилиса | Фракция / Депутатская группа                                                   | Комментарий |
| ------------------------------------- | --------------------------------- | ------------------------------------------------------------------------------ | --- |
| Абаканов, Елдос Нурболович            | 2021—2023                         | «Нур Отан» → «Аманат» Депутатская группа «Жаңа Қазақстан»                      | |
| Абасов, Кайнар Бегалиевич             | 2021—2023                         | «Нур Отан» → «Аманат» Депутатская группа «Жаңа Қазақстан»                      | |
| Абдыгалиулы, Берик                    | 2021—2022                         | «Нур Отан» → «Аманат» Депутатская группа «Жаңа Қазақстан»                      | 11 июня 2022 года назначен акимом Улытауской области |
| Абдрахманов, Сауытбек Абдрахманович   | 2016—2023                         | Ассамблея народа Казахстана                                                    | |
| Абильдаев, Азамат Рахатович           | 2012—2016, 2021—2023              | Демократическая партия Казахстана «Ак жол»                                     | 19 января 2023 года был исключён из партии, после чего Центральная избирательная комиссия Казахстана признала утрату полномочий депутата |
| Абсеметова, Алия Маратовна            | 2021—2023                         | «Нур Отан» → «Аманат» Депутатская группа «Жаңа Қазақстан»                      | |
| Авершин, Константин Викторович        | 2022—                             | «Аманат»                                                                       | 29 марта 2022 года получил вакантный мандат по партийному списку |
| Адамбаев, Сырым Жуматаевич            | 2021—2023                         | «Нур Отан» → «Аманат» Депутатская группа «Жаңа Қазақстан»                      | |
| Адамбеков, Тилектес Серикбайулы       | 2021—                             | «Нур Отан» → «Аманат» Депутатская группа «Жаңа Қазақстан»                      | |
| Акишев, Самат Сагинбаевич             | 2021—2023                         | «Нур Отан» → «Аманат»                                                          | |
| Алимбаев, Данияр Кенгазыевич          | 2021—2023                         | «Нур Отан» → «Аманат»                                                          | |
| Алтай, Аманжол Дуйсенбайулы           | 2022—                             | «Аманат»                                                                       | 3 марта 2022 года получил вакантный мандат по партийному списку |
| Амирханян, Аветик Рубенович           | 2021—2023                         | Ассамблея народа Казахстана                                                    | |
| Амреев, Галым Махмутбаевич            | 2021—2023                         | «Нур Отан» → «Аманат» Депутатская группа «Жаңа Қазақстан»                      | |
| Ахметбеков, Жамбыл Аужанович          | 2012—2023                         | Народная партия Казахстана                                                     | |
| Ахметов, Мади Абылаевич               | 2021—2023                         | «Нур Отан» → «Аманат» Депутатская группа «Жаңа Қазақстан»                      | |
| Ашимжанов, Жанарбек Садыканулы        | 2021—                             | «Нур Отан» → «Аманат» Депутатская группа «Жаңа Қазақстан»                      | |
| Барлыбаев, Ерлан Хайланович           | 2016—                             | Демократическая партия Казахстана «Ак жол»                                     | С 15 января 2021 года — председатель комитета по аграрным вопросам |
| Бейсенбаев, Елнур Сабыржанович        | 2021—2023, 2023—                  | «Нур Отан» → «Аманат» Депутатская группа «Жаңа Қазақстан»                      | С 4 января 2023 года — исполнительный секретарь партии «Аманат» |
| Бекжанов, Берик Айдарбекович          | 2007—2012, 2021—2023              | «Нур Отан» → «Аманат» Депутатская группа «Жаңа Қазақстан»                      | |
| Бердалин, Амангалий Бисенбаевич       | 2021—2023                         | «Нур Отан» → «Аманат»                                                          | |
| Бижанова, Гульнара Кадиржановна       | 2016—2023                         | «Нур Отан» → «Аманат» Депутатская группа «Жаңа Қазақстан»                      | |
| Бойчин, Анатолий Васильевич           | 2021—2023                         | «Нур Отан» → «Аманат»                                                          | |
| Буларов, Ильяс Юсупович               | 2021—2023                         | Ассамблея народа Казахстана                                                    | |
| Дементьева, Наталья Григорьевна       | 2021—                             | Ассамблея народа Казахстана Депутатская группа «Жаңа Қазақстан»                | |
| Дюсембинов, Берик Салимжанович        | 2016—2023                         | Демократическая партия Казахстана «Ак жол» Депутатская группа «Жаңа Қазақстан» | |
| Елеуов, Галымжан Алмасбекович         | 2021—2023                         | «Нур Отан» → «Аманат» Депутатская группа «Жаңа Қазақстан»                      | |
| Елюбаев, Мади Сагинтаевич             | 2021—2023                         | «Нур Отан» → «Аманат»                                                          | |
| Ержан, Кудайберген Толепулы           | 2016—2023                         | «Нур Отан» → «Аманат»                                                          | |
| Ерман, Мухтар Тилдабекулы             | 2016—2022                         | «Нур Отан» → «Аманат»                                                          | В марте 2022 года был назначен членом Центральной избирательной комиссии Казахстана |
| Ертаев, Сырым Махамбетович            | 2021—2023                         | «Нур Отан» → «Аманат»                                                          | |
| Ерубаев, Серик Сарсенович             | 2021—2023                         | Демократическая партия Казахстана «Ак жол»                                     | |
| Еспаева, Дания Мадиевна               | 2016—                             | Демократическая партия Казахстана «Ак жол» Депутатская группа «Жаңа Қазақстан» | |
| Жамалов, Аманжан Макаримович          | 2007—2012, 2016—2023              | «Нур Отан» → «Аманат»                                                          | |
| Жанбыршин, Едил Терекбайулы           | 2021—                             | «Нур Отан» → «Аманат» Депутатская группа «Жаңа Қазақстан»                      | |
| Жулин, Юрий Викторович                | 2021—2023                         | «Нур Отан» → «Аманат»                                                          | |
| Жумабаева, Айгуль Кызыровна           | 2021—2023                         | Демократическая партия Казахстана «Ак жол»                                     | |
| Закиева, Динара Болатовна             | 2021—2023                         | «Нур Отан» → «Аманат»                                                          | |
| Имашева, Снежанна Валерьевна          | 2016—                             | «Нур Отан» → «Аманат» Депутатская группа «Жаңа Қазақстан»                      | |
| Иса, Казыбек Жарылкасынулы            | 2021—                             | Демократическая партия Казахстана «Ак жол»                                     | |
| Казанцев, Павел Олегович              | 2016—                             | «Нур Отан» → «Аманат»                                                          | С 15 января 2021 года — заместитель председателя мажилиса |
| Камасова, Зарина Айдархановна         | 2021—2023                         | «Нур Отан» Депутатская группа «Жаңа Қазақстан»                                 | |
| Каменов, Файзулла Каменович           | 2021—2022                         | Народная партия Казахстана                                                     | В марте 2022 года полномочия были прекращены (по собственному желанию подал заявление об освобождении от исполнения обязанностей) |
| Каратаев, Фахриддин Абдинабиевич      | 2016—2023                         | «Нур Отан» → «Аманат»                                                          | |
| Кесебаева, Балаим Туганбаевна         | 2016—2023                         | «Нур Отан» → «Аманат»                                                          | С 15 января 2021 года — заместитель председателя мажилиса |
| Ким, Вера Александровна               | 2021—2023, 2023—                  | «Нур Отан» → «Аманат»                                                          | |
| Кожахметов, Арман Тулешович           | 2012—2023                         | «Нур Отан» → «Аманат» Депутатская группа «Жаңа Қазақстан»                      | С 16 июня 2021 года — председатель комитета по законодательству и судебно-правовой реформе |
| Колода, Дмитрий Владимирович          | 2021—                             | «Нур Отан» → «Аманат»                                                          | |
| Конуров, Айкын Ойратович              | 2012—2023                         | Народная партия Казахстана                                                     | Руководитель депутатской фракции партии |
| Кошанов, Ерлан Жаканович              | 2022—                             | «Нур Отан» → «Аманат»                                                          | 1 февраля 2022 года стал депутатом после досрочного прекращения полномочий Нурлана Нигматуллина. С 1 февраля 2022 года — председатель мажилиса. С 15 февраля 2022 года — руководитель депутатской фракции партии. |
| Кузиев, Закиржан Пирмухамедович       | 2022—2023                         | Ассамблея народа Казахстана                                                    | Избран АНК 28 апреля 2022 года взамен выбывшего Владимира Тохтасунова |
| Кулахметов, Газиз Зейнель-Габиденович | 2021—2023                         | Народная партия Казахстана Депутатская группа «Жаңа Қазақстан»                 | |
| Кулшар, Малик Иманкулулы              | 2021—2023                         | «Нур Отан» → «Аманат»                                                          | |
| Кусаинов, Марат Апсеметович           | 2021—2023                         | «Нур Отан» → «Аманат»                                                          | С 15 января 2021 года — председатель комитета по финансам и бюджету |
| Куспан, Айгуль Сайфоллакызы           | 2021—                             | «Нур Отан» → «Аманат» Депутатская группа «Жаңа Қазақстан»                      | С 15 января 2021 года — председатель комитета по международным делам, обороне и безопасности |
| Кучинская, Юлия Владимировна          | 2021—                             | «Нур Отан» → «Аманат»                                                          | |
| Лёгкий, Дмитрий Максимович            | 2022—2023                         | Народная партия Казахстана                                                     | 31 октября 2022 года получил вакантный мандат взамен выбывшего Айбека Паяева |
| Ли, Юрий Виссарионович                | 2021—2023                         | Ассамблея народа Казахстана Депутатская группа «Жаңа Қазақстан»                | |
| Линник, Андрей Григорьевич            | 2021—2022                         | Демократическая партия Казахстана «Ак жол»                                     | 1 сентября 2022 года подал заявление о прекращении полномочий |
| Магеррамов, Магеррам Мамедович        | 2016—2021, 2022—                  | Народная партия Казахстана                                                     | В марте 2022 года получил вакантный мандат по партийному списку |
| Милютин, Александр Александрович      | 1999—2016, 2021—2023              | Народная партия Казахстана                                                     | С 15 января 2021 года — председатель комитета по вопросам экологии и природопользованию |
| Мусабаев, Самат Базарбаевич           | 2021—                             | «Нур Отан» → «Аманат» Депутатская группа «Жаңа Қазақстан»                      | |
| Мусин, Канат Сергеевич                | 2016—2021                         | «Нур Отан»                                                                     | С 15 января по июнь 2021 года — председатель комитета по законодательству и судебно-правовой реформе. В июне 2021 года был избран на должность судьи Верховного суда Казахстана. |
| Мынбай, Дархан Камзабекулы            | 2018—2023                         | «Нур Отан» → «Аманат»                                                          | |
| Набиев, Вакиль Гусейнович             | 2021—2023                         | Ассамблея народа Казахстана                                                    | |
| Назарбаева, Дарига Нурсултановна      | 2004—2007, 2012—2014, 2021—2022   | «Нур Отан»                                                                     | 25 февраля 2022 года Назарбаева приняла решение сложить полномочия депутата и полностью сосредоточиться на общественной, гуманитарной, культурной и благотворительной деятельности. |
| Накпаев, Салимжан Жумашевич           | 2021—2023                         | «Нур Отан» → «Аманат» Депутатская группа «Жаңа Қазақстан»                      | |
| Нигматулин, Нурлан Зайруллаевич       | 2012—2014, 2016—2022              | «Нур Отан»                                                                     | С 20 января 2012 года по 3 апреля 2014 года, с 22 июня 2016 года по 1 февраля 2022 года — председатель мажилиса. Руководитель депутатской фракции партии с 20 января 2012 года по 3 апреля 2014 года, с 22 августа 2019 года по 1 февраля 2022 года. 1 февраля 2022 года подал прошение об отставке, его полномочия депутата были прекращены досрочно. |
| Нугманова, Гаухар Кокеновна           | 2022—2023                         | Народная партия Казахстана                                                     | В марте 2022 года получила вакантный мандат по партийному списку |
| Нурбек, Саясат                        | 2022                              | «Нур Отан» → «Аманат»                                                          | 25 февраля 2022 года получил вакантный мандат по партийному списку. 11 июня 2022 года был назначен министром науки и высшего образования Казахстана. |
| Нуркина, Айгуль Кабдушевна            | 2012—2023                         | «Нур Отан» → «Аманат»                                                          | |
| Нуров, Канат Ильич                    | 2021—2023                         | «Нур Отан» → «Аманат» Депутатская группа «Жаңа Қазақстан»                      | |
| Нурумова, Гульдара Алданышевна        | 2021—2023                         | «Нур Отан» → «Аманат» Депутатская группа «Жаңа Қазақстан»                      | |
| Нурманбетова, Джамиля Нусупжановна    | 2016—2023                         | «Нур Отан» → «Аманат»                                                          | С 15 января 2021 года — председатель комитета по социально-культурному развитию |
| Ожаев, Нурлыбек Жумахметулы           | 2021—2023                         | «Нур Отан» → «Аманат» Депутатская группа «Жаңа Қазақстан»                      | В июне 2021 года стал депутатом после досрочного прекращения полномочий Каната Мусина |
| Омарбекова, Жанат Ануарбековна        | 2016—2023                         | «Нур Отан» → «Аманат»                                                          | |
| Омиргали, Ерлик Кайдарулы             | 2021—2023                         | Демократическая партия Казахстана «Ак жол»                                     | |
| Осин, Шамиль Абзалетдинович           | 2021—2023                         | Ассамблея народа Казахстана                                                    | |
| Оспанов, Берик Серикович              | 2016—2023                         | «Нур Отан» → «Аманат»                                                          | |
| Павловец, Лариса Павловна             | 2021—2023                         | «Нур Отан» → «Аманат»                                                          | |
| Панченко, Игорь Иванович              | 2021—2023                         | «Нур Отан» → «Аманат»                                                          | |
| Паяев, Айбек Минаимбекович            | 2021—2022                         | Народная партия Казахстана                                                     | 25 октября 2022 года полномочия были прекращены (по собственному желанию подал заявление об освобождении от исполнения обязанностей) |
| Перуашев, Азат Турлыбекулы            | 2012—                             | Демократическая партия Казахстана «Ак жол»                                     | Руководитель депутатской фракции партии |
| Платонов, Артур Станиславович         | 2016—2023                         | «Нур Отан» → «Аманат»                                                          | |
| Раззак, Назиля Раззакбаевна           | 2021—2023                         | «Нур Отан» → «Аманат»                                                          | |
| Рамазанова, Лаззат Керимкуловна       | 2021—2023                         | «Нур Отан» → «Аманат» Депутатская группа «Жаңа Қазақстан»                      | |
| Раманкулов, Максат Базаралыевич       | 2021—2023                         | Демократическая партия Казахстана «Ак жол»                                     | |
| Рау, Альберт Павлович                 | 2017—                             | «Нур Отан» → «Аманат»                                                          | С 15 января 2021 года — председатель комитета по экономической реформе и региональному развитию |
| Рахимжанов, Амерхан Муратпекович      | 2014—2015, 2021—2023              | «Нур Отан» → «Аманат»                                                          | |
| Решетников, Сергей Николаевич         | 2021—2022                         | Народная партия Казахстана                                                     | В марте 2022 года полномочия были прекращены (по собственному желанию подал заявление об освобождении от исполнения обязанностей) |
| Саиров, Ерлан Бияхметович             | 2021—                             | «Нур Отан» → «Аманат» Депутатская группа «Жаңа Қазақстан»                      | |
| Сапарова, Алия Суиндиковна            | 2016—2023                         | «Нур Отан» → «Аманат»                                                          | |
| Сартбаев, Бауржан Мейрамбекович       | 2021—2023                         | «Нур Отан» → «Аманат» Депутатская группа «Жаңа Қазақстан»                      | |
| Сарым, Айдос Амироллаулы              | 2021—                             | «Нур Отан» → «Аманат» Депутатская группа «Жаңа Қазақстан»                      | |
| Сатыбаев, Фуат Сайдахметович          | 2022—2023                         | Демократическая партия Казахстана «Ак жол»                                     | 23 ноября 2022 года стал депутатом после досрочного прекращения полномочий Андрея Линника |
| Сембинов, Азат Талгатович             | 2021                              | Демократическая партия Казахстана «Ак жол»                                     | 1 сентября 2021 года полномочия были прекращены (по собственному желанию подал заявление об освобождении от исполнения обязанностей) |
| Симонов, Сергей Анатольевич           | 2016—2023                         | «Нур Отан» → «Аманат»                                                          | |
| Скакова, Айжан Амангельдиевна         | 2021—2023                         | Народная партия Казахстана Депутатская группа «Жаңа Қазақстан»                 | |
| Смагул, Бахытбек                      | 2012—2023                         | «Нур Отан» → «Аманат»                                                          | |
| Смайлов, Ерлан Валерьевич             | 2021—2023                         | Народная партия Казахстана Депутатская группа «Жаңа Қазақстан»                 | |
| Смирнова, Ирина Владимировна          | 2016—                             | Народная партия Казахстана Депутатская группа «Жаңа Қазақстан»                 | |
| Смышляева, Екатерина Васильевна       | 2021—                             | «Нур Отан» → «Аманат»                                                          | |
| Сулейменова, Жулдыз Досбергеновна     | 2021—                             | «Нур Отан» → «Аманат» Депутатская группа «Жаңа Қазақстан»                      | |
| Сулейменова, Зульфия Булатовна        | 2021—2022                         | «Нур Отан» → «Аманат» Депутатская группа «Жаңа Қазақстан»                      | В марте 2022 года была назначена вице-министром экологии, геологии и природных ресурсов. |
| Тажмагамбетова, Макпал Мазаковна      | 2021—2023                         | «Нур Отан» → «Аманат» Депутатская группа «Жаңа Қазақстан»                      | |
| Тайжанов, Ерлик Серикбаевич           | 2021—2023                         | «Нур Отан» → «Аманат»                                                          | |
| Ташкараев, Гани Абдуганиевич          | 2021—2023                         | «Нур Отан» → «Аманат» Депутатская группа «Жаңа Қазақстан»                      | |
| Тельпекбаева, Жанна Тлеубековна       | 2021—2023                         | «Нур Отан» → «Аманат» Депутатская группа «Жаңа Қазақстан»                      | |
| Тилеухан, Бекболат Канайулы           | 2004—2011, 2016—2021              | «Нур Отан»                                                                     | 30 декабря 2021 года полномочия были прекращены (по собственному желанию подал заявление об освобождении от исполнения обязанностей) |
| Торгаев, Беккали Нургалиевич          | 2021—2023                         | «Нур Отан» → «Аманат»                                                          | |
| Тохтасунов, Владимир Имтахунович      | 2021—2022                         | Ассамблея народа Казахстана                                                    | В марте 2022 года полномочия были прекращены (по собственному желанию подал заявление об освобождении от исполнения обязанностей) |
| Тулепберген, Мейрамбек Мылтыкбайулы   | 2021—2023                         | «Нур Отан» → «Аманат»                                                          | |
| Турганов, Дюсенбай Нурбаевич          | 2021—                             | «Нур Отан» → «Аманат» Депутатская группа «Жаңа Қазақстан»                      | |
| Уисимбаев, Аскарбек Съезбекович       | 2021—2023                         | «Нур Отан» → «Аманат»                                                          | |
| Унжакова, Ирина Сергеевна             | 2016—2023                         | «Нур Отан» → «Аманат»                                                          | |
| Хамзин, Гани Булатулы                 | 2021—2023                         | Демократическая партия Казахстана «Ак жол»                                     | 15 сентября 2021 года стал депутатом после досрочного прекращения полномочий Азата Сембинова |
| Хамедов, Абилфас Муслимович           | 2021—2023                         | Ассамблея народа Казахстана Депутатская группа «Жаңа Қазақстан»                | |
| Шиповских, Геннадий Геннадиевич       | 2016—2023                         | «Нур Отан» → «Аманат»                                                          | |